# دانلد کیگن
دانلد کِیْگن (به انگلیسی: Donald Kagan)  زادهٔ ۱ مهٔ ۱۹۳۲ در کورشنای لیتوانی — درگذشتهٔ ۶ اوت ۲۰۲۱ در واشینگتن، دی.سی تاریخ‌نگار در دانشگاه یِیْل و متخصص یونان باستان و مؤلف اثر چهار جلدی در مورد تاریخ جنگ پلوپونز بود. او از سال ۱۹۸۹-۱۹۹۲ رئیس دانشگاه یِیْل بود. منتقد روزنامهٔ نیویورکر، گئورگ اشتاینر در بررسی اثر چهار جلدی او در مورد تاریخ جنگ پلوپونزی، گفت: «وسوسه برای اعلام اثر چهار جلدی کِیْگن به عنوان بهترین اثر تاریخی در سدهٔ اخیر در آمریکا بسیار قوی است.» کِیْگن عموماً در میان پژوهشگران تاریخ یونان باستان مورد توجه است.